# Burg Treuenfels
Die Burg Treuenfels, auch Bernhardsschlösschen genannt, ist die Ruine einer Spornburg auf einem Bergsporn südlich der Ruine Altenbaumburg bei der Ortsgemeinde Altenbamberg im Landkreis Bad Kreuznach in Rheinland-Pfalz.

## Geschichte
1357 erhielten der Ritter Diez von Wachenheim, die Brüder Philipp und Heinrich von Montfort, Berthold gen. Stange von (Neu)-Bamberg und der Knappe Johann Schweifkrusel von Partenheim von Pfalzgraf Ruprecht II. die Erlaubnis, auf dem Berg Lusebohel eine Burg Truwenfels zu errichten. Die Montfort stammten von der nahen Burg Hallgarten, die im 12. Jahrhundert zum Schutze der Heerstraße von Obermoschel nach Sponheim durch die Grafen von Veldenz erbaut wurde. Zu Lehen wurde Eberhard von Lautern eingesetzt. 1247 nannte sich sein Sohn Ritter von Montfort. 1432 starb das Geschlecht der Montforts hier aus. 
Im 16. Jahrhundert war die Burganlage im Besitz Eberhard Vetzers von Geispitzheim und eines Philipp Back als kurpfälzisches Lehen und bis zum 17. Jahrhundert im Besitz der Familie Sturmfeder, Eigentümer des Sturmfederischen Schlosses in Dirmstein.

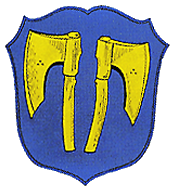
Wappen der Familie Sturmfeder von Oppenweiler

## Beschreibung
Die heute überwucherte kleine Burganlage zeigt noch bis zu acht Meter hohe Reste der Ringmauer aus Bruchsteinmauerwerk und ist in Privatbesitz. Die Burg wird oft fälschlicherweise als Vorwerk der Altenbaumburg bezeichnet. 